# Dibezzia longistila
Dibezzia longistila är en tvåvingeart som beskrevs av Jean-Jacques Kieffer 1911. Dibezzia longistila ingår i släktet Dibezzia och familjen svidknott. Inga underarter finns listade i Catalogue of Life.